# Nikopolis (Epirus)

Plan von Nikopolis

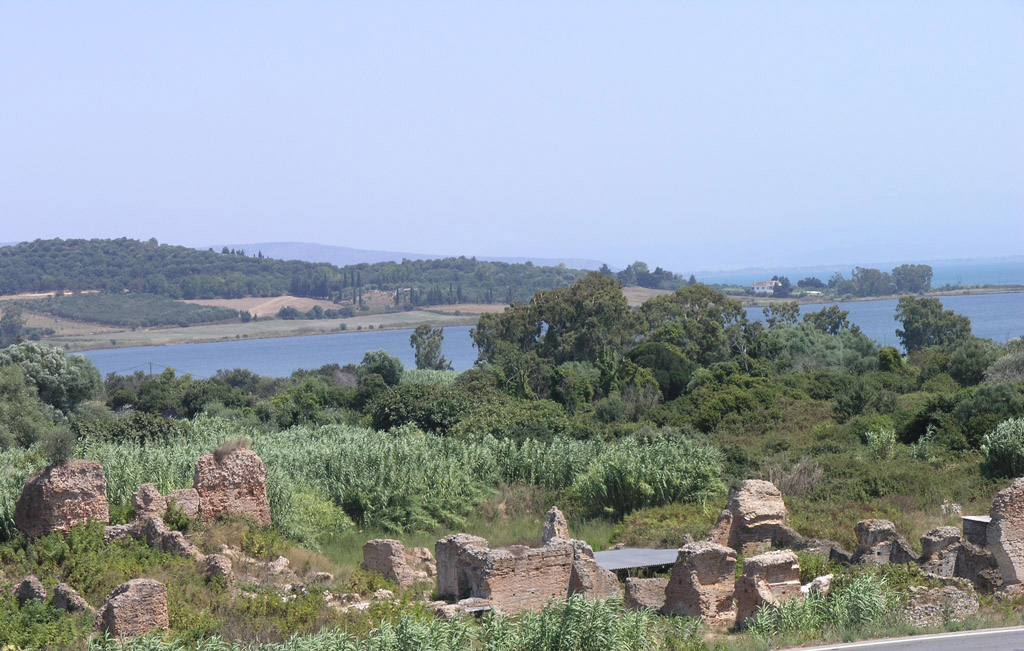
Ruinen der römischen Stadt Nikopolis

Nikopolis (altgriechisch Νικόπολις (f. sg.), in lateinischer Form auch Nicopolis; von griechisch νίκη „Sieg“ und πόλις „Stadt“, also „Siegesstadt“) ist der Name einer antiken römischen Stadt im Nordwesten Griechenlands in der Region Epirus am Ambrakischen Golf. Die Stadt wurde etwa im 12. Jahrhundert aufgegeben, an ihre Stelle trat das nahe gelegene Preveza.

## Geschichte
Nikopolis wurde 31 v. Chr. durch Octavian, den späteren Kaiser Augustus, gegründet, nachdem dieser am 2. September 31 v. Chr. die Flotte von Marcus Antonius und Kleopatra VII. in der Seeschlacht bei Actium geschlagen hatte. Die Schlacht war Teil des Machtkampfes zwischen Octavian und Antonius nach dem Tod Julius Caesars.
Um Bewohner für die neue Stadt zu bekommen, wurden nahegelegene Dörfer wie z. B. Kassope durch Synoikismos mit Nikopolis zusammengelegt. Durch politische und finanzielle Privilegien und ihre günstige Lage wuchs die Stadt schnell und wurde zu einem wichtigen Handelsknoten. Zu ihrer Blütezeit sollen 320.000 Menschen in Nikopolis gewohnt haben.

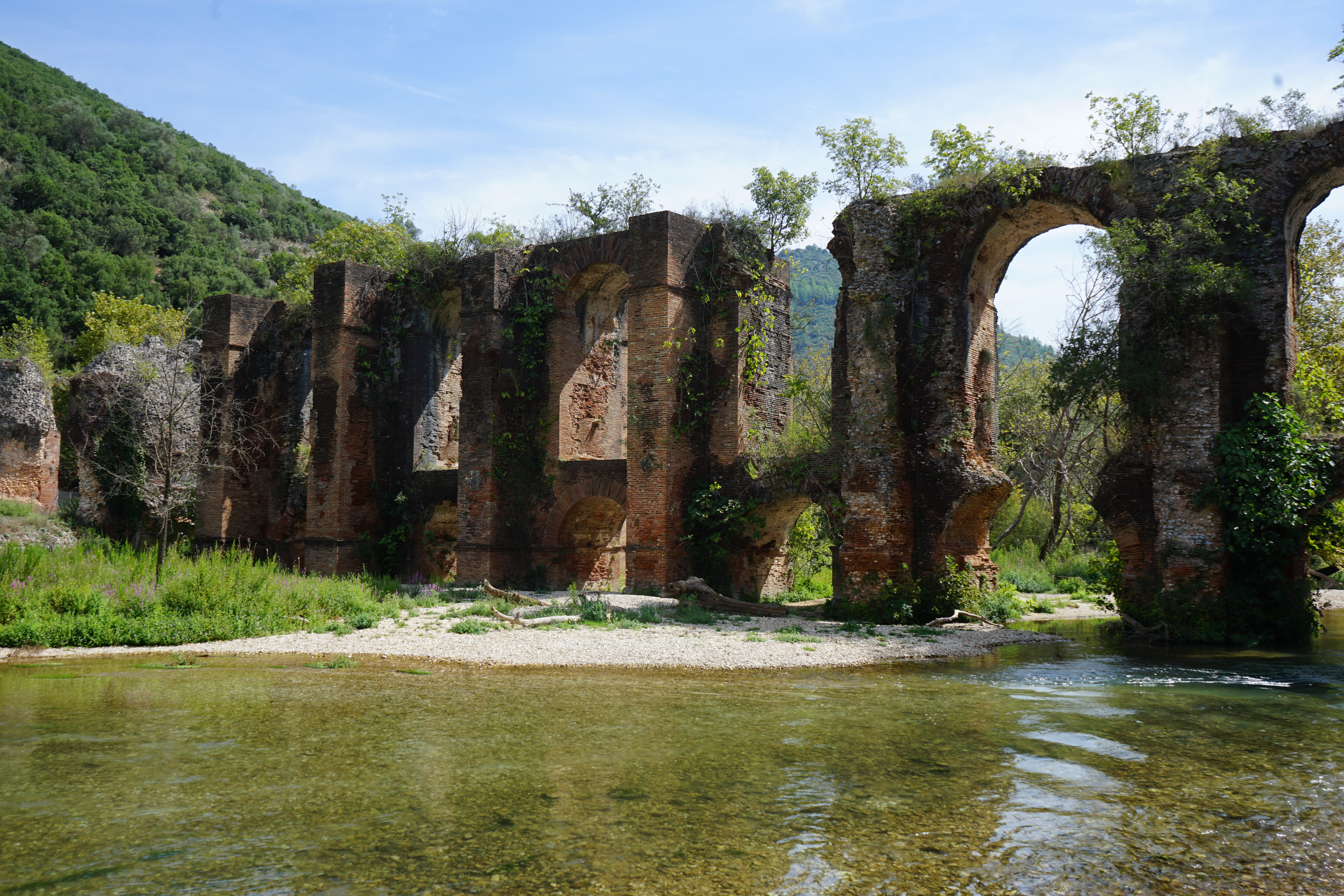
Aquädukt von Nikopolis

Die Stadt lag geografisch günstig, da der Ambrakische Golf hier durch die Halbinsel von Préveza vom Ionischen Meer (Mittelmeer) abgetrennt wird. Auf der dem Mittelmeer abgewandten Seite der Halbinsel befindet sich die Mazoma-Lagune, die sich hervorragend als natürlicher, geschützter Hafen eignete. Ob diese Bucht vor der Anlage der Stadt bereits eine Verbindung zum Meer hatte, ist unter Forschern umstritten. Der rund 50 Kilometer lange Aquädukt von Nikopolis versorgte die Stadt mit frischem Trinkwasser.
Octavian verfügte ferner, dass Actia genannte Festspiele am südlich gelegenen Apollonheiligtum stattfinden sollten. Diese waren in etwa vergleichbar mit den Olympischen Spielen, erstreckten sich aber auch auf musikalische Wettbewerbe.
Nikopolis zählte zu den frühen Christenstädten. Bereits 62–63 n. Chr. wurde es vom Apostel Paulus auf seiner Reise nach Rom besucht. In seinem im Neuen Testament überlieferten Brief an Titus (Kapitel 3, Vers 12) berichtet Paulus, dass er plant, in Nikopolis zu überwintern. Bei Ausgrabungen wurden sechs Basiliken gefunden, die vermutlich aus dem 4. Jahrhundert stammen.
293 n. Chr. wurde Nikopolis Hauptstadt von Epirus. Zu Beginn des 5. Jahrhunderts wurde es von den Goten eingenommen, geplündert und teilweise zerstört. Kaiser Justinian I. baute es 540 n. Chr. mit stärkeren Mauern und 35 Türmen wieder auf.
Im Jahr 1032 wurde Nikopolis von den Bulgaren zerstört, die damit das Ende der Stadt besiegelten. Zwar wurde sie teilweise wieder aufgebaut, erreichte aber nicht mehr ihre alten Dimensionen. Das Zentrum verlagerte sich nach Préveza.
1913 begann man mit Ausgrabungen in diesem Gebiet, die in mehreren Etappen bis 1975 dauerten.